# Прунеллі (річка)
Прунеллі (фр. Prunelli корс. Prunelli) — річка Корсики (Франція). Довжина 44,3 км, витік знаходиться на висоті 2 085 метрів над рівнем моря на східних схилах гори Монте Ренозо (Monte Renoso) (2352 м). Впадає в Середземне море.
Протікає через комуни: Бастеліка, Окана, Кауро, Толла, Еччика-Суарелла, Гроссето-Прунья, Бастелікачча, Аяччо і тече територією департаменту Південна Корсика та кантонами: Бастеліка (Bastelica), Санта-Марія-Сіше (Santa-Maria-Siché), Аяччо-7 (d'Ajaccio-7)